# 三聘街

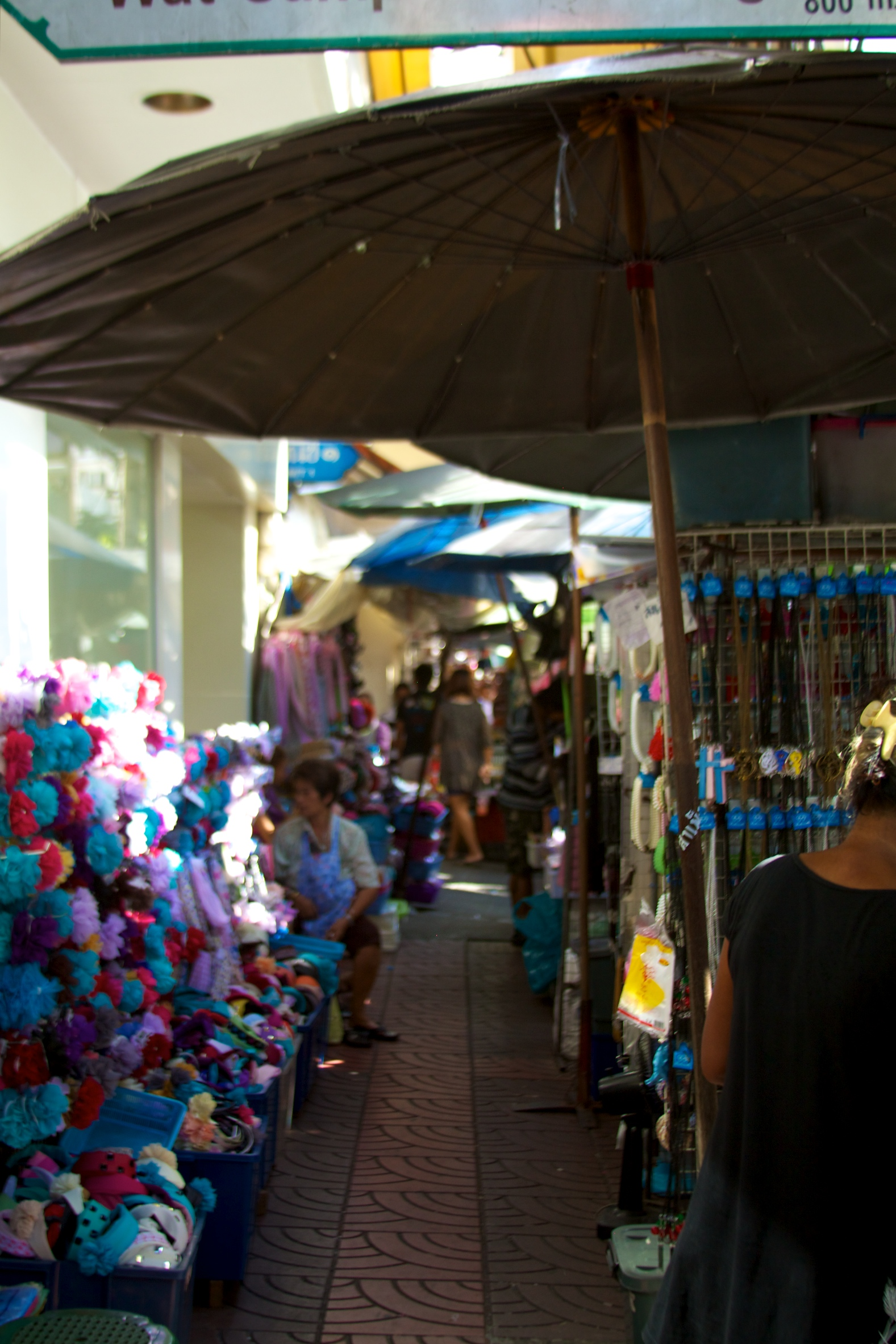
三聘批发市场

三聘街（皇家轉寫：Sampheng 發音：[sǎm.pʰēŋ]）是泰国曼谷三攀他旺县的街巷，位于曼谷唐人街，是曼谷华人较早经营的地方。如今亦是曼谷华人街的商业区之一，有大型批发市场。三聘街的正式名称是瓦尼一巷（ Soi Wanit 1）。
三聘街的批发市场全天候营业，分昼市和夜市。昼市一般是上午8点至下午5点，夜市自晚上11点开放，大部分客户会在凌晨1点至6点光顾。市场上的摊位出售礼品、玩具、文具、服装、鞋类、织物、食品等各式物品。

## 历史
1782年，曼谷潮商开始在三聘街一带定居。“三聘”原本是当地一道运河，沟通昭披耶河与古老的玛哈那运河，在七世王统治时期被填平。一世王时期的史书记载，当时曼谷的华人有一部分居住在今日曼谷大皇宫所在地区，泰王看中此地，遂将此地华人集体迁至三聘运河一带。此后三聘形成华人街区，成为人口稠密的商业重地。商人在此经营进口贸易，设立许多仓库。
五世王统治时期，三聘区遭遇三次大火，每次火患过后，国王便下令在受灾区域修建新路。最早修建的道路即今日的“三聘街”，该街和公司廊路及龙甲达巷（Trok Rong Krata，已不存）相连。第二条街连通耀华力路和越三聘旁的运河桥；第三条街连接公司廊路和差甲瓦区。这些街道的宽度是10米（泰国计量5 wa）左右。
“三聘”一词的本意不明。有说法是此词源于泰语的（samphraeng），意为三岔路口，或是（lampheng），光叶藤蕨；亦有说法是来源于潮州话的“三平”。历史学家七·普米沙（Chit Phumisak）认为是来源于孟语中的“贵族”一词；孟人先于华人居住在此地。
华人习惯分段称呼三聘街各路段：三聘街、越三饭街、观音亭街、咸鱼街、蚊帐街、娘官巷、打锡街、米街尾、演说街、屎棚巷、灯笼街、竹篾街。
2019年中的报道称，三聘街的生意已是半世纪以来最差。一位商贩说，营业额比往年下降七成，一些商店因而倒闭。曼谷其他的几个市场如水門市場和宝马市场，亦面临类似境况。有评论分析称这是国内需求疲软及泰铢走强造成，但当地店主称，生意量在三到四年前就已下滑。一位经济学家在《曼谷邮报》上撰文，将此归咎于互联网商业的兴起。

## 图册

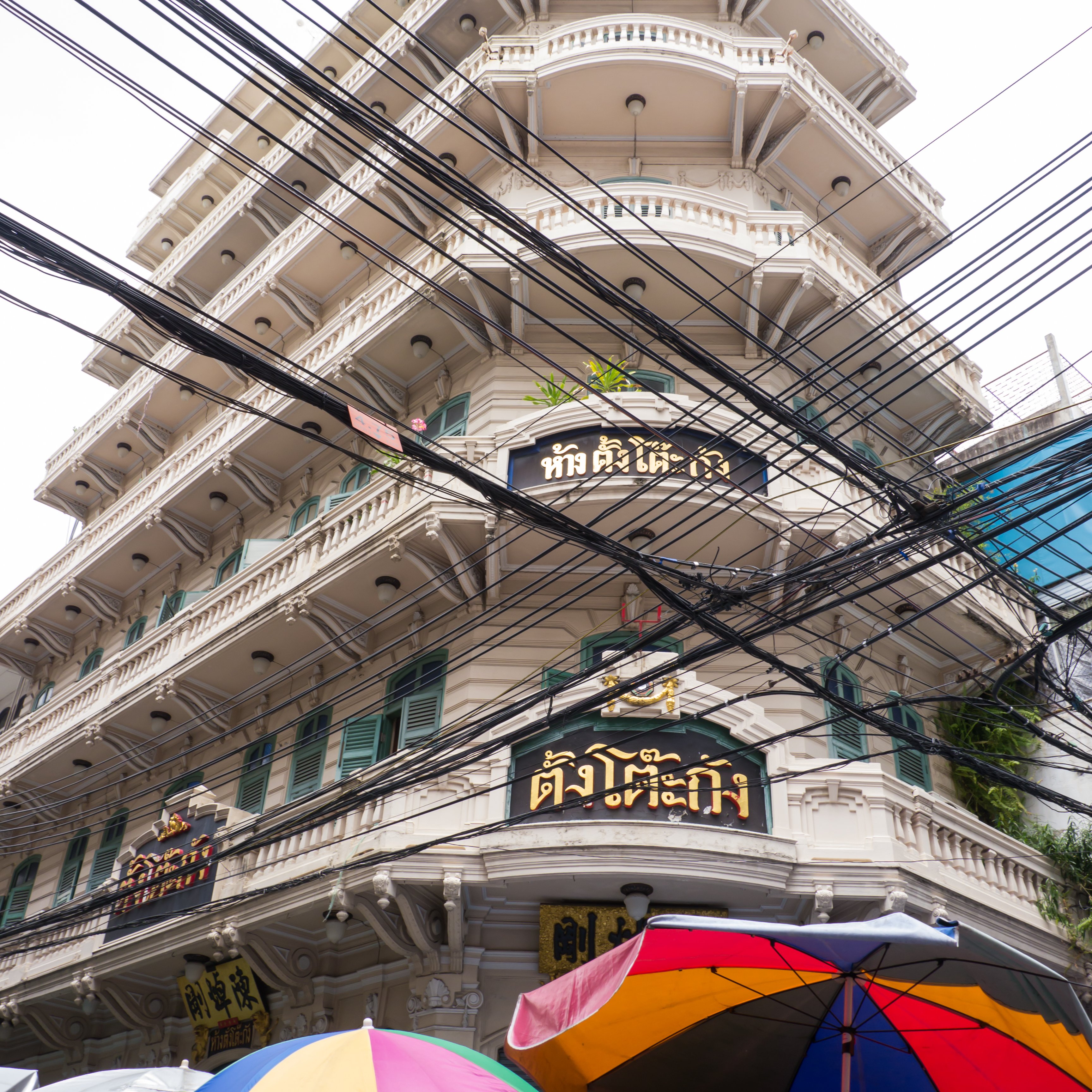
陳焯剛金行
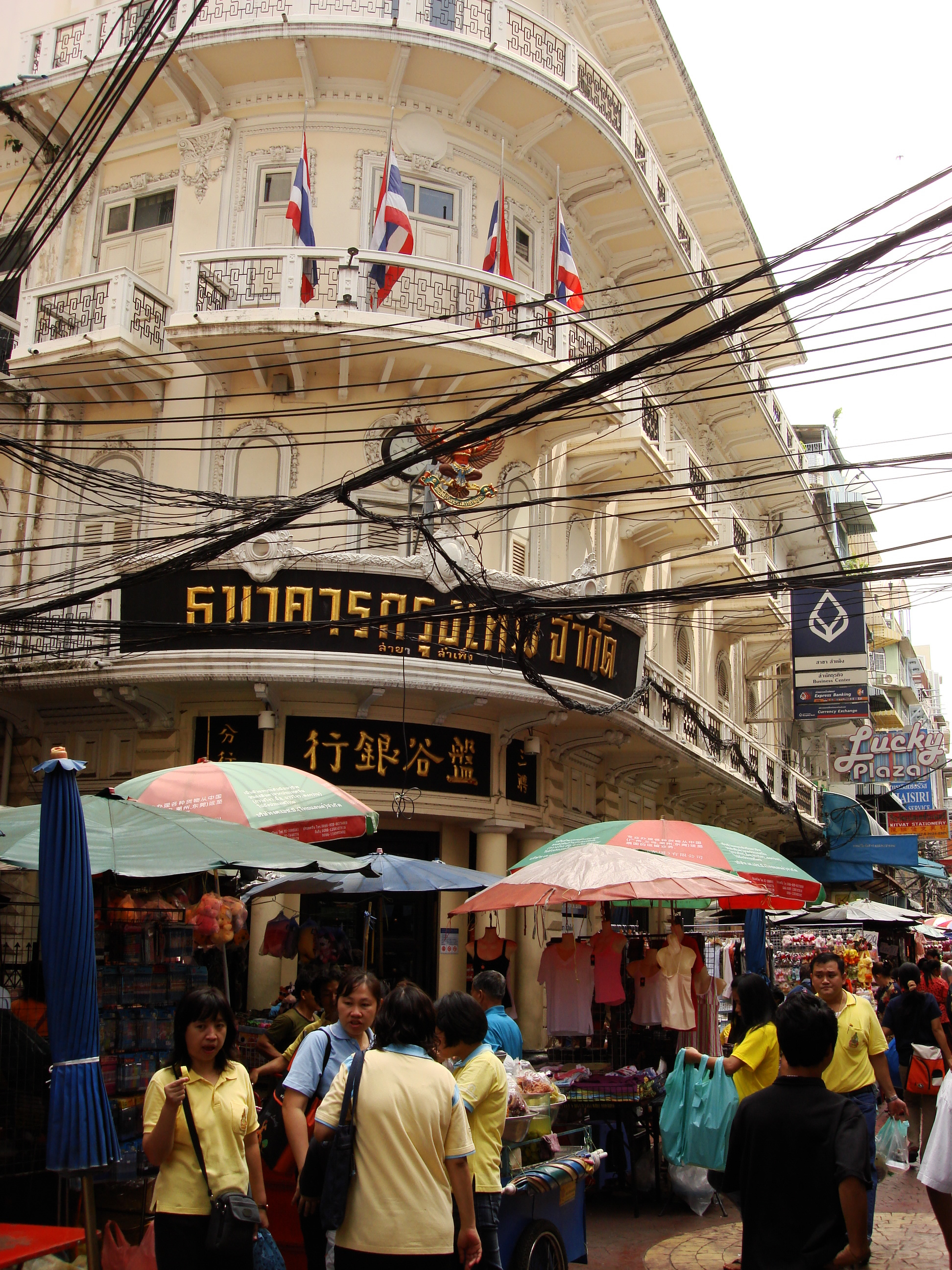
盘谷银行